# Oncidium pichinchense
Oncidium pichinchense är en orkidéart som först beskrevs av Dodson, och fick sitt nu gällande namn av Mark W. Chase och Norris Hagan Williams. Oncidium pichinchense ingår i släktet Oncidium och familjen orkidéer. Inga underarter finns listade i Catalogue of Life.